# Aspilia foliacea
Aspilia foliacea là một loài thực vật có hoa trong họ Cúc. Loài này được (Spreng.) Baker mô tả khoa học đầu tiên năm 1884.